# Limanu (localidad)
Limanu (antiguamente Cara-Aci-Culac) es una localidad rumana de la comuna homónima, en el condado de Constanța.

## Toponimia
El antiguo nombre del lugar puede encontrarse escrito con grafías como Cara-Aci-Culac, Caracicola y Caraacicula. Pasó a llamarse Limanu.

## Historia
Hacia comienzos del siglo XX, la localidad, que ya por entonces pertenecía al condado de Constanța, formaba parte de la comuna de Sari-Ghiol y tenía contabilizada una población de 421 habitantes.
En la segunda mitad del siglo XX la localidad había pasado a formar parte de la comuna homónima de Limanu. En el censo de 2021 la localidad tenía una población de 3262 habitantes.